# Radio UNAL
Radio UNAL (hasta febrero de 2021 UN Radio) es una radio estación de carácter cultural y académico, propiedad de la Universidad Nacional de Colombia. Fue creada el 22 de septiembre de 1991, operando inicialmente en la ciudad de Bogotá. El 30 de julio de 2002 se crea una frecuencia adicional en Medellín.
Entre 2015 y 2019, parte de la programación de UN Radio se transmitió por Caldas FM, emisora de la Gobernación de Caldas, en Manizales.

## Programación
Su programación está relacionada con la actividad académica propia de la universidad, como la transmisión de eventos de la institución (como las Cátedras de Sede, los conciertos musicales efectuados dentro del campus o eventos culturales), además de programación musical (de diversos géneros tales como música clásica, rock, pop, jazz, música colombiana y del mundo, etc.), de análisis sobre temas de actualidad y de cultura en general. Emite algunos programas de Radio Francia Internacional y Deutsche Welle y transmitió programas de Radio Nederland.
El programa noticioso de la mañana se llama Análisis UNAL (hasta febrero de 2021 UN Análisis) y se divide en dos segmentos:  
- Internacional (lunes a viernes), orientado a noticias y hechos internacionales, con algunas notas cortas sobre hechos nacionales e institucionales.
- Temático (lunes a viernes), en el que se abordan, en compañía de académicos y expertos, asuntos específicos divididos en temas según el día de la semana:
  - lunes: política
  - martes: sociedad
  - miércoles: ciencia, tecnología y ambiente
  - jueves: economía
  - viernes: cultura

## Frecuencias

### Propias

#### Por aire
- Bogotá: HJUN 98.5 MHz FM (entre 1991 y 1994 transmitió con el indicativo HJYV en los 97.4 MHz[1])
- Medellín: HJG51 100.4 MHz FM

#### En línea
- UN Radio Web: exclusivamente por internet

### Afiliadas

#### Anteriores
- Manizales: HJI42 96.3 MHz FM (Caldas FM, algunos programas de UN Radio, 2015-2019)[5]